# Bahnstrecke Püspökladány–Oradea
| Bahnhof Püspökladány, 2009. |                      |                              |                              |
| |                      |                              |                              |
| Streckennummer: | MÁV: 101             |                              |                              |
| Kursbuchstrecke (MÁV): | 101                  |                              |                              |
| Kursbuchstrecke (CFR): | 300                  |                              |                              |
| Streckenlänge: | 68 km                |                              |                              |
| Spurweite: | 1435 mm (Normalspur) |                              |                              |
| Streckenklasse: | D3                   |                              |                              |
| Streckengeschwindigkeit: | 100 km/h             |                              |                              |
| |                      |                              |                              |
| \| \| \| von Szolnok \| \| \| \| \| von Szeghalom \| \| \| \| 106,20 \| Püspökladány \| Püspökladány \| \| \| \| nach Debrecen \| \| \| \| \| Hamvas-főcsatorna \| \| \| \| 115,00 \| Báránd \| Báránd \| \| \| 125,50 \| Sáp \| Sáp \| \| \| \| Keleti-főcsatorna \| \| \| \| 133,90 \| Szentkozma \| Szentkozma \| \| \| 139,50 \| Berettyóújfalu \| Berettyóújfalu \| \| \| \| Berettyó \| \| \| \| 147,70 \| Mezőpeterd \| Mezőpeterd \| \| \| \| Feketenagytanya \| \| \| \| 156,30 \| Biharkeresztes \| Biharkeresztes \| \| \| \| Ártánd \| \| \| \| 161,80 \| Staatsgrenze Ungarn–Rumänien \| Staatsgrenze Ungarn–Rumänien \| \| \| \| Borș \| \| \| \| \| nach und von Sáránd \| \| \| \| \| von Valea lui Mihai \| \| \| \| 168,80 659,723 \| Episcopia Bihor \| Episcopia Bihor \| \| \| \| nach und von Osijek \| \| \| \| 653,998 \| Oradea \| Oradea \| \| \| \| nach Cluj Napoca \| \| |                      |                              |                              |
| Strecke |                      | von Szolnok                  | von Szolnok                  |
| Abzweig geradeaus und von rechts |                      | von Szeghalom                | von Szeghalom                |
| Bahnhof | 106,20               | Püspökladány                 | Püspökladány                 |
| Abzweig geradeaus und nach links |                      | nach Debrecen                | nach Debrecen                |
| Brücke über Wasserlauf |                      | Hamvas-főcsatorna            | Hamvas-főcsatorna            |
| Bahnhof | 115,00               | Báránd                       | Báránd                       |
| Bahnhof | 125,50               | Sáp                          | Sáp                          |
| Brücke über Wasserlauf |                      | Keleti-főcsatorna            | Keleti-főcsatorna            |
| ehemaliger Haltepunkt / Haltestelle | 133,90               | Szentkozma                   | Szentkozma                   |
| Bahnhof | 139,50               | Berettyóújfalu               | Berettyóújfalu               |
| Brücke über Wasserlauf |                      | Berettyó                     | Berettyó                     |
| Bahnhof | 147,70               | Mezőpeterd                   | Mezőpeterd                   |
| ehemaliger Haltepunkt / Haltestelle |                      | Feketenagytanya              | Feketenagytanya              |
| Bahnhof | 156,30               | Biharkeresztes               | Biharkeresztes               |
| ehemaliger Bahnhof |                      | Ártánd                       | Ártánd                       |
| Grenze | 161,80               | Staatsgrenze Ungarn–Rumänien | Staatsgrenze Ungarn–Rumänien |
| ehemaliger Haltepunkt / Haltestelle |                      | Borș                         | Borș                         |
| Abzweig geradeaus, ehemals nach links und ehemals von links |                      | nach und von Sáránd          | nach und von Sáránd          |
| Abzweig geradeaus und von links |                      | von Valea lui Mihai          | von Valea lui Mihai          |
| Bahnhof | 168,80 659,723       | Episcopia Bihor              | Episcopia Bihor              |
| Abzweig geradeaus, nach rechts und von rechts |                      | nach und von Osijek          | nach und von Osijek          |
| Bahnhof | 653,998              | Oradea                       | Oradea                       |
| Strecke |                      | nach Cluj Napoca             | nach Cluj Napoca             |

Die Bahnstrecke Püspökladány–Oradea ist eine Hauptbahn in Ungarn und Rumänien, die ursprünglich durch die k.k. privilegierte Theiss-Eisenbahn erbaut und betrieben wurde. Sie verläuft im Osten der Großen Ungarischen Tiefebene.

## Geschichte
Während der Entstehung lag die Bahnstrecke auf dem Territorium Ungarns innerhalb der habsburgischen Doppelmonarchie. Der Bau der Strecke erfolgte im Rahmen der planmäßigen Erschließung des Ostteils der Großen Ungarischen Tiefebene, nachdem 1847 die Eisenbahn von Budapest nach Szolnok und 1857 die von Szolnok nach Debrecen eröffnet worden war.
Am 10. November 1856 wurde der k.k. privilegierten Theiss-Eisenbahn (ungarisch Tiszavidéki vasút) – einer privaten Bahngesellschaft – von der Regierung Österreich-Ungarns eine am 1. Januar beginnende, über 90 Jahre laufende Konzession für den Bau und den Betrieb dieser und anderer Bahnstrecken erteilt.
Die Bahnstrecke schloss im Ort Püspökladány an der Linie von Szolnok nach Debrecen an. Für den Bau mussten 14 Brücken errichtet werden. Am 22. April 1858 wurde die Strecke eröffnet.
Die Theißbahn-Gesellschaft betrieb zunächst die Linie selbst. Nach dem Österreichisch-Ungarischen Ausgleich 1867 wurde ein Teil der Aktien der Bahngesellschaft vom ungarischen Staat übernommen; 1880 erfolgte die vollständige Verstaatlichung und die Übertragung an die Staatsbahngesellschaft MÁV.
Nach Ende des Ersten Weltkrieges gelangte der östliche Teil der hier beschriebenen Strecke  an Rumänien und wurde von der staatlichen Eisenbahngesellschaft CFR übernommen. Seitdem sind in Biharkeresztes und in Episcopia Bihor (Stadtteil von Oradea) Grenzbahnhöfe. Von 1940 bis 1944 lag infolge des Zweiten Wiener Schiedsspruches zwischenzeitlich wieder die gesamte Strecke auf dem Gebiet Ungarns.
Der Beginn der Kilometrierung bezieht sich auf ungarischer Seite auf Cegléd, wo die Strecken der Theiss-Eisenbahn einen gemeinsamen Nullstein mit fortlaufender Kilometrierung besaßen. Trotz einer späteren neuen Kilometrierung durch die MÁV auf den anderen Strecken wurde auf dieser Strecke die historische Kilometrierung, beginnend mit Hektometer 1062 in Püspökladány, beibehalten. Auf rumänischer Seite wird die Streckenlänge von der Hauptstadt Bukarest aus gemessen.

## Heutige Situation
Die Strecke ist nicht elektrifiziert und eingleisig. Sie ist trotzdem eine der wichtigsten Verbindungen zwischen Ungarn und Rumänien. Es verkehren täglich mehrere Schnell- und Nahverkehrszüge. Auch für den Güterverkehr zwischen Rumänien und den Ländern Mittel- und Westeuropas ist die Linie von Bedeutung. Die seit längerer Zeit vorgesehene Modernisierung und Elektrifizierung  wurden aus finanziellen Gründen mehrfach verschoben. Im Oktober 2020 begannen die Modernisierungsarbeiten auf dem über 50 Kilometer langen Streckenabschnitt zwischen Püspökladány und Biharkeresztes, die voraussichtlich bis Ende 2022 andauern werden.